# Schupany
Schupany (ukrainisch Жупани; russisch Жупаны, polnisch Żupanie) ist ein Dorf im Süden der ukrainischen Oblast Lwiw mit etwa 900 Einwohnern (2021).

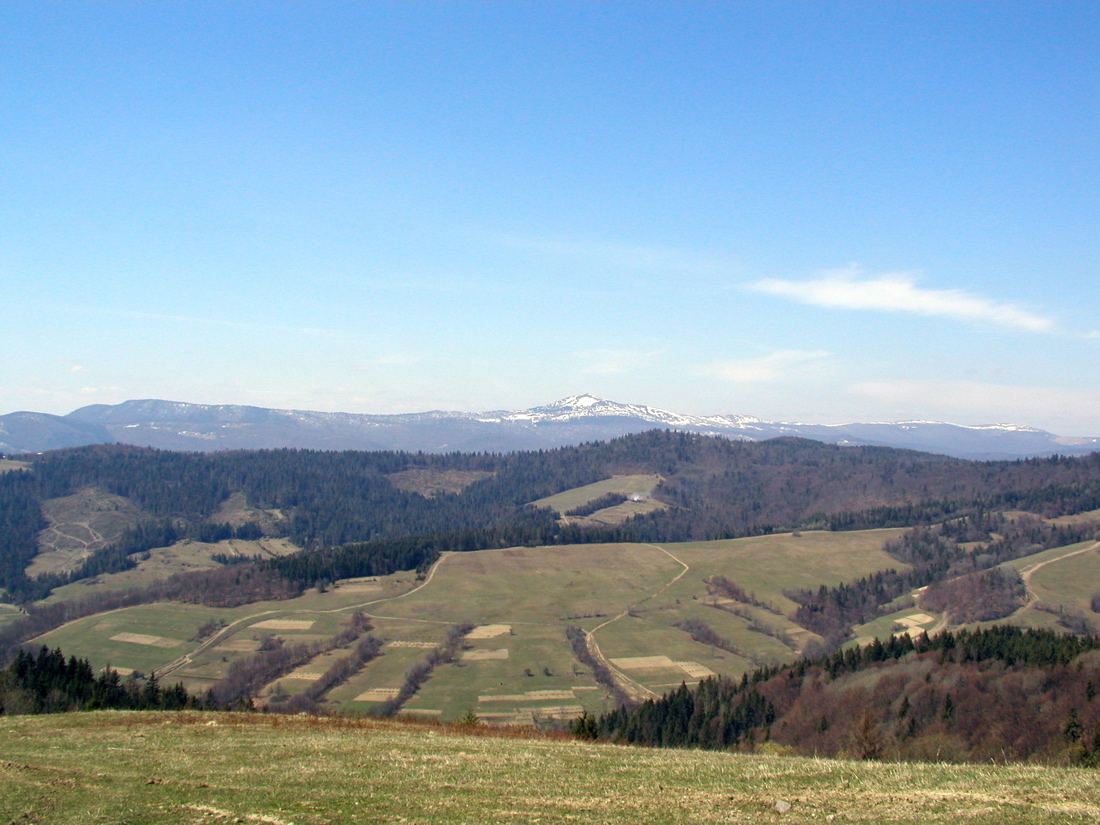
Panoramablick vom Verecke-Pass

## Geographie
Das Dorf liegt am Oberlauf des Stryj auf 800 m Höhe in den Waldkarpaten 46 km südwestlich vom ehemaligen Rajonzentrum Skole und etwa 150 km südwestlich vom Oblastzentrum Lwiw. Schupany ist ein Teil der Landgemeinde Kosjowa im Rajon Stryj, bis 2020 war es die einzige Ortschaft der gleichnamigen, 2,63 km² großen Landratsgemeinde im Süden des Rajon Skole. Im Westen der Ortschaft auf der Grenze zur Oblast Transkarpatien befindet sich der auf 841 m Höhe liegende Serednij Werezkyj-Pass (dt. Verecke-Pass).

## Geschichte
Der Ort wurde 1515 zum ersten Mal schriftlich erwähnt und lag zunächst in der Adelsrepublik Polen-Litauen (in der Woiwodschaft Ruthenien), kam 1772 als Żupanie zum österreichischen Galizien und war ab 1918 bis 1939 ein Teil der Polnischen Republik (in der Gmina Ławoczne, Powiat Stryj, Woiwodschaft Stanislau). Im September 1939 nach dem Beginn des Zweiten Weltkrieges wurde der Ort zunächst von der Sowjetunion und im Sommer 1941 von Deutschland besetzt, dieses gliederte den Ort in den Distrikt Galizien bzw. das Generalgouvernement ein. Am Ende des Zweiten Weltkrieges fiel der Ort an die Sowjetunion, nach deren Zerfall 1991 ist er Teil der unabhängigen Ukraine.